# Rasa de la Costa del Tabac
La Rasa de la Costa del Tabac és un torrent afluent per l'esquerra de la Rasa del Clot de la Vall, al massís del Port del Comte per la banda de la Vall de Lord.

## Descripció
Neix a 2.270 msnm a la zona del Prat de l'Orri al costat mateix (banda nord) del remuntador que porta aquest nom i a escassos 10 metres abans del seu final. De direcció global N-S, baixa per la Costa del Tabac confonent-se en bona part del curs amb la pista d'esquí La Rasa Pauet. Desguassa a la Rasa del Clot de la Vall a 1.938 msnm després d'haver alimentat una bassa construïda com a infraestructura de l'estació d'esquí.

## Municipis que travessa
Tot el seu recorregut el realitza pel terme municipal de la Coma i la Pedra.

## Xarxa hidrogràfica
La xarxa hidrogràfica de la Rasa de la Costa del Tabac està integrada per un total de 2 cursos fluvials: la mateixa rasa i un afluent per l'esquerra. La suma de les longituds d'aquests dos corrents fluvials és de 2.692 m.
| Codi del corrent fluvial   | Coordenades del seu origen                                   | longitud (en metres) |
| -------------------------- | ------------------------------------------------------------ | -------------------- |
| Rasa de la Costa del Tabac | 42° 11′ 24.18″ N, 1° 32′ 16.18″ E / 42.1900500°N,1.5378278°E | 1.851                |
| E1                         | 42° 11′ 11.30″ N, 1° 32′ 25.30″ E / 42.1864722°N,1.5403611°E | 841                  |

## Perfil del seu curs
| metres de curs  | 0     | 250   | 500   | 750   | 1.000 | 1.250 | 1.500 | 1.750 | 1.908 |
| --------------- | ----- | ----- | ----- | ----- | ----- | ----- | ----- | ----- | ----- |
| Altitud (en m.) | 2.270 | 2.239 | 2.231 | 2.194 | 2.137 | 2.080 | 2.000 | 1.939 | 1.938 |
| % de pendent    | -     | 12,4  | 3,2   | 14,8  | 22,8  | 22,8  | 32,0  | 24,4  | 1,0   |